# كفر دلبة
كفر دلبة قرية في ناحية صلنفة التابعة لمنطقة الحفّة في محافظة اللاذقية. بلغ عدد سكانها 580 نسمة حسب تعداد عام 2004.

تبعد قرية كفردلبة عن مركز مدينة اللاذقية ٥٢ كم و ترتفع عن سطح البحر ١١٥٠ م تتوسط الطريق الواصل بين مصيف سلمى و دورين و تمتلك موقعا متميزا بسبب ارتفاعها يطل على مصيف سلمى ودورين وكسب و صلنفة و البحر و هي القرية الوحيدة في محافظة اللاذقية التي تطل على هذه المصايف والبحر معاً و تشتهر بمحاصيل التفاح و الخوخ و التوت الشامي والجوز يوجد بها عين ماء قديمة وقلعة مهدومة تعود للعصر الروماني و نواغيس محفورة بالصخر كانت مقابر رومانية قديمة و بقايا معاصر عنب ضخمة محفورة بالصخور كانت تستخدم لعصر الخمور زمن الرومان و مع التقدم العمراني تحولت كفردلبة إلى حي من أحياء مصيف سلمى.